# Temporada 1960 del Campeonato de Europa de Rally
La temporada 1960 fue la edición 8.º del Campeonato de Europa de Rally. Comenzó el 19 de enero con el Rally de Montecarlo y finalizó el 10 de noviembre en el RAC International Rally of Great Britain.

## Calendario
| N.º | Fecha                        | Rally                                               |
| --- | ---------------------------- | --------------------------------------------------- |
| 1   | 19-23 de enero               | 29. Rallye Automobile de Monte-Carlo                |
| 2   | 7-9 de abril                 | 29. Rallye International de Genève                  |
| 3   | 3-7 de mayo                  | 12. Tulpenrallye                                    |
| 4   | 19-22 de mayo                | 8. Rally Acropolis                                  |
| 5   | 26-29 de mayo                | 31. Int. Österreichische Alpenfahrt                 |
| 6   | 13-18 de junio               | 11. Svenska Rallyt till Midnattssolen               |
| 7   | 26-30 de junio               | 21. Critérium Int. de la Montagne - Coupe des Alpes |
| 8   | 19-21 de agosto              | 10. Jyväskylän Suurajot - Rally of 1000 Lakes       |
| 9   | 30 de agosto-4 de septiembre | 19. Liège-Rome-Liège                                |
| 10  | 8-12 de septiembre           | 20. Rajd Polski                                     |
| 11  | 16-18 de septiembre          | 10. Viking Rally                                    |
| 12  | 28 de septiembre-2 octubre   | 4. AvD/ADAC Deutschland Rallye                      |
| 13  | 16-21 de noviembre           | 9. RAC international Rally of Great Britain         |

## Resultados

### Campeonato de pilotos
| Pos. | Piloto        | MON | SUI | TUL | GRE | AUT | SWE | FRA | FIN | BEL | POL | NOR | GER | GBR | Puntos |
| ---- | ------------- | --- | --- | --- | --- | --- | --- | --- | --- | --- | --- | --- | --- | --- | ------ |
| 1    | Walter Schock | 1   | 5   | 3   | 1   |     |     |     | Ret |     | 1   |     | 4   |     | 0      |